# Kiek in de Kök

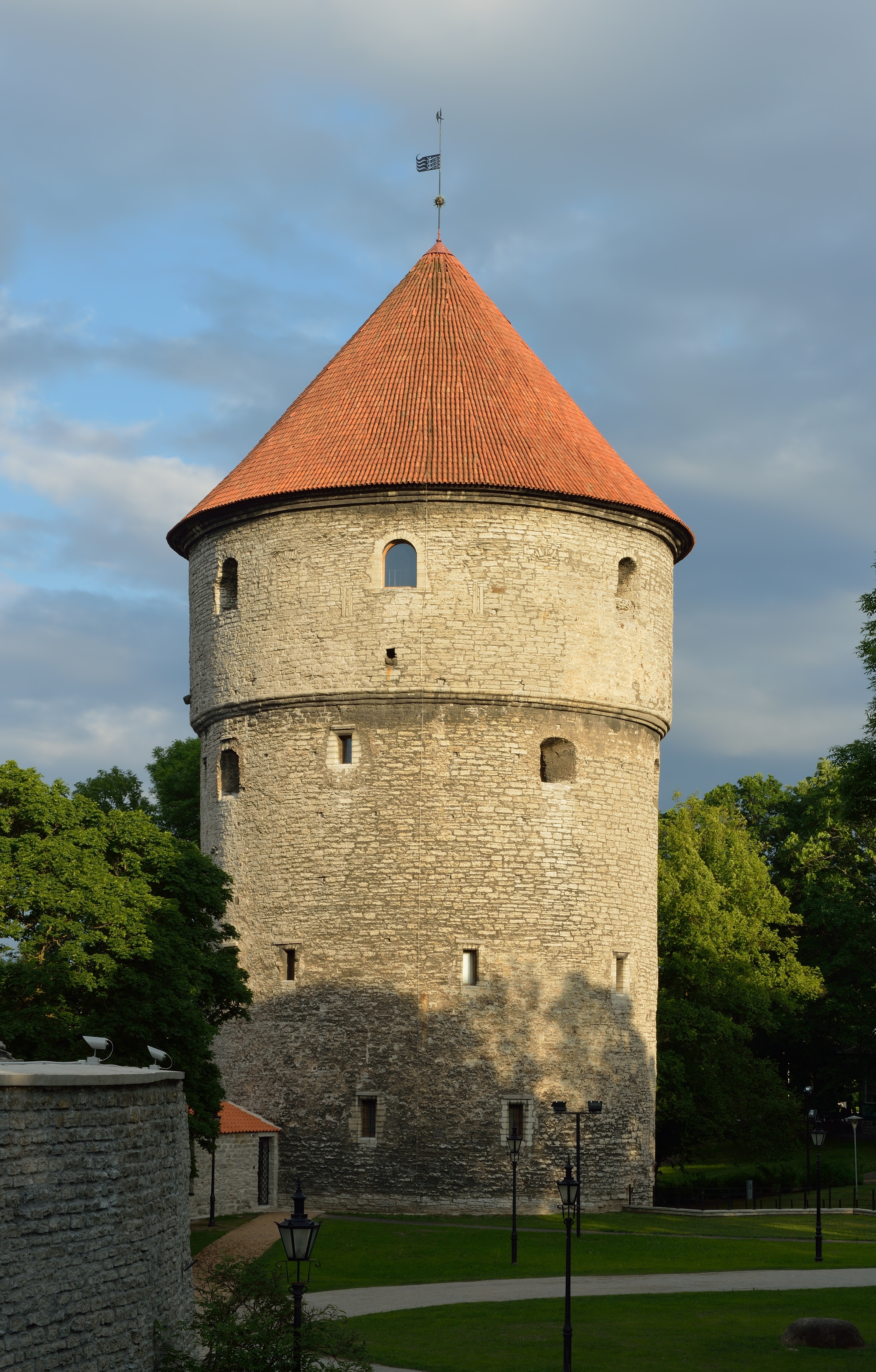
Kiek in de kök

Kiek in de Kök (lågtyska för "kika in i köket") är ett kanontorn i Tallinn. Tornet byggdes under den senare delen av 1400-talet och är 38 meter högt, med en diameter på 17 meter. Väggarna är upp till 4 meter tjocka. Tack vare dess höjd kunde soldaterna som fanns där se in i omkringliggande kök, därav namnet.
Höjden var ju naturligtvis även bra då man ville se fiendens posteringar.
Tornet förstördes delvis under livländska kriget (1558-1583), men byggdes upp igen. I den yttre muren kan man fortfarande se märken efter Ivan den förskräckliges härjningar. Numera är tornet återställt till det utseende det hade på 1600-talet, både ut- och invändigt. I det finns en utställning om Tallinns utveckling och militära historia.